# Yummy Fur
 (août 2019).
Si vous disposez d'ouvrages ou d'articles de référence ou si vous connaissez des sites web de qualité traitant du thème abordé ici, merci de compléter l'article en donnant les références utiles à sa vérifiabilité et en les liant à la section « Notes et références ».
Yummy Fur est un comic book du Canadien Chester Brown dont les 39 numéros ont été publiés de 1983 à 1994. Apparu sous la forme d'un minicomic auto-édité (7 numéros, 1983-1985), il prend le format comic book à sa reprise fin 1986 par Vortex Comics (no 1-24), puis passe en 1991 chez Drawn & Quarterly pour ses huit derniers numéros (no 25-32). Brown y a entre autres publié Ed the Happy Clown, Le Playboy, Je ne t'ai jamais aimé et une adaptation des Évangiles.
Publication controversée, Yummy Fur a souvent été censurée et a plusieurs fois connu des difficultés à être imprimée ou distribuée. Elle a valu à son auteur le prix Harvey du meilleur auteur en 1990 (nommé en 1989 et 1991), et a été nommée aux Harvey de la meilleure série en 1989 et 1990.